# Livingston (Montana)
Livingston é uma cidade localizada no estado americano de Montana, no Condado de Park.

## Demografia
Segundo o censo americano de 2000, a sua população era de 6851 habitantes.
Em 2006, foi estimada uma população de 7279, um aumento de 428 (6.2%).

## Geografia
De acordo com o United States Census Bureau tem uma área de
6,8 km², dos quais 6,8 km² cobertos por terra e 0,0 km² cobertos por água. Livingston localiza-se a aproximadamente 1372 m acima do nível do mar.

## Localidades na vizinhança
O diagrama seguinte representa as localidades num raio de 52 km ao redor de Livingston.